# Galletas Fontaneda
Galletas Fontaneda es el nombre comercial de una marca de galletas con una gran relevancia en España a lo largo de todo el siglo XX. Fue fundada en la villa palentina de Aguilar de Campoo por Eugenio Fontaneda en 1881. La multinacional Nabisco la compró a la familia fundadora en 1996 y en 2002, bajo la dirección de United Biscuits, cerró sus instalaciones, manteniendo la marca comercial para fabricarla en otras de sus factorías en España.
La antigua fábrica de Fontaneda en Aguilar de Campoo fue adquirida por Grupo Siro, que se hizo cargo de su plantilla y relanzó la actividad en la localidad, que es considerada "el pueblo de las galletas". Desde 2006 la marca Galletas Fontaneda es comercializada por la multinacional Mondelēz International (antigua Kraft Foods).

## Historia

### Inicios

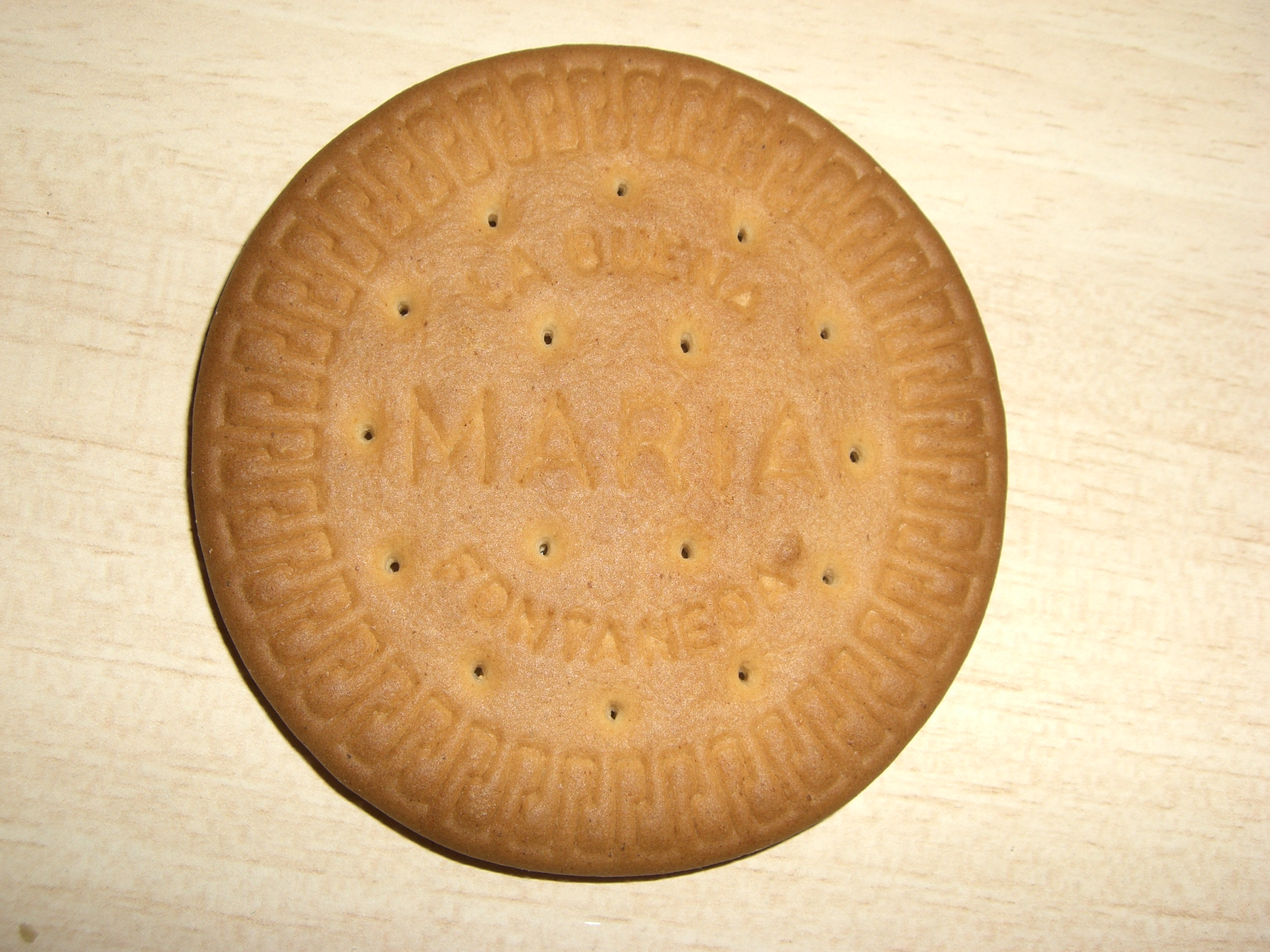
Una galleta María de Fontaneda, el producto más popular de la marca. Hasta el cierre de la factoría de Aguilar de Campoo, figuraban en ella las palabras "Fontaneda", "María" y "Aguilar", sustituidas después por "la buena", "María" y "Fontaneda".

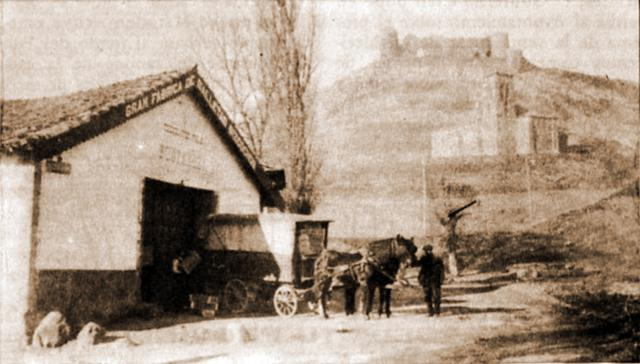
La primitiva fábrica de Galletas Fontaneda, hacia 1920. Al fondo se pueden apreciar la Iglesia de Santa Cecilia y el Castillo de Aguilar de Campoo.

El confitero de origen burgalés Eugenio Fontaneda Millán, que aprendió el oficio en Reinosa, comenzó su actividad en Aguilar de Campoo en 1881, fabricando bizcochos, galletas y chocolates de forma artesanal. Hacia 1920 adquirió una nave en el lugar donde se asentaría su histórica fábrica, donde comenzó a producir de forma industrial, la popular "galleta María", adquiriendo nueva tecnología en Suiza y Alemania. Sería su hijo, Rafael Fontaneda, el responsable de esta modernización y del despegue definitivo de la marca, asumiendo tal responsabilidad a la muerte de su padre en 1921. Éste inició su producción en cadena el 25 de marzo de 1923, bajo la denominación "Manufactura nacional de galletas, chocolates y bizcochos Hijo de E. Fontaneda". Contrató a reputados maestros galleteros catalanes y vascos para ampliar su gama de galletas de troquel, y en 1927 dominaba ya el mercado nacional de galletas María. En 1933 había triplicado la capacidad de producción de su fábrica. Durante un tiempo, se atribuyó en España el nombre de la galleta al de la nieta de Eugenio Fontaneda e hija de Rafael, pero los orígenes más probables lo encuentran en la persona de María Aleksándrovna de Rusia, en honor a su boda con el duque de Edimburgo en Londres, en 1874.
Las ventas de María en los mercados santanderino, castellano y vasco crecieron excepcionalmente: en 1936 la fábrica contaba con cinco hornos, aunque su progresión se vio estancada por el estallido de la guerra civil española. En los difíciles años 1940, Fontaneda logró superar la difícil coyuntura gracias a la sagacidad de Rafael Fontaneda, que consiguió minimizar los graves problemas de suministros de materias primas. Su empresa se vio muy favorecida por la política de cupos establecida por el franquismo, y también por la legislación que favorecía a los fabricantes que dispusieran de sus propias plantaciones de remolacha azucarera y caña de azúcar, producidas por Fontaneda en sus extensas propiedades en Jerez de la Frontera. En los años 1950, Fontaneda se había convertido ya en la principal empresa galletera del país.
En 1952, Rafael Fontaneda acometió la modernización de su maquinaria, con un gasto de unos diez millones de pesetas. Su buena relación con el régimen le permitió un viaje a Estados Unidos, subvencionado por la Comisión Nacional de Productividad Industrial, para conocer de primera mano los últimos avances técnicos en la industria galletera. Al amparo de la popularidad alcanzada por Fontaneda, despegaron en Aguilar otras fábricas de galletas, como Galletas Gullón (fundada en 1892) y Galletas Fontibre, en 1948. En 1958, parte de la fábrica quedó destruida por un incendio, lo que obligó a su dueño a realizar otro importante desembolso. La factoría, situada en pleno centro de la villa aguilarense, era ya un símbolo de la misma, y gracias a su expansión, dio empleo a buena parte de la población de Aguilar.
La tercera generación familiar, con Eugenio Fontaneda y Pérez del Pomar (nieto del fundador) a la cabeza, estuvo implicada en el desarrollo del pueblo, siendo este desde 1967 presidente del Centro de Iniciativas y Turismo de Aguilar de Campoo. Eugenio fue un importante historiador y mecenas, propietario y restaurador del Castillo de Ampudia. Su padre, Rafael, falleció en 1976.

### Venta

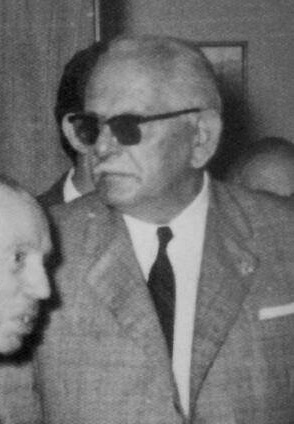
Rafael Fontaneda en 1970, durante una recepción en Aguilar de Canpoo.

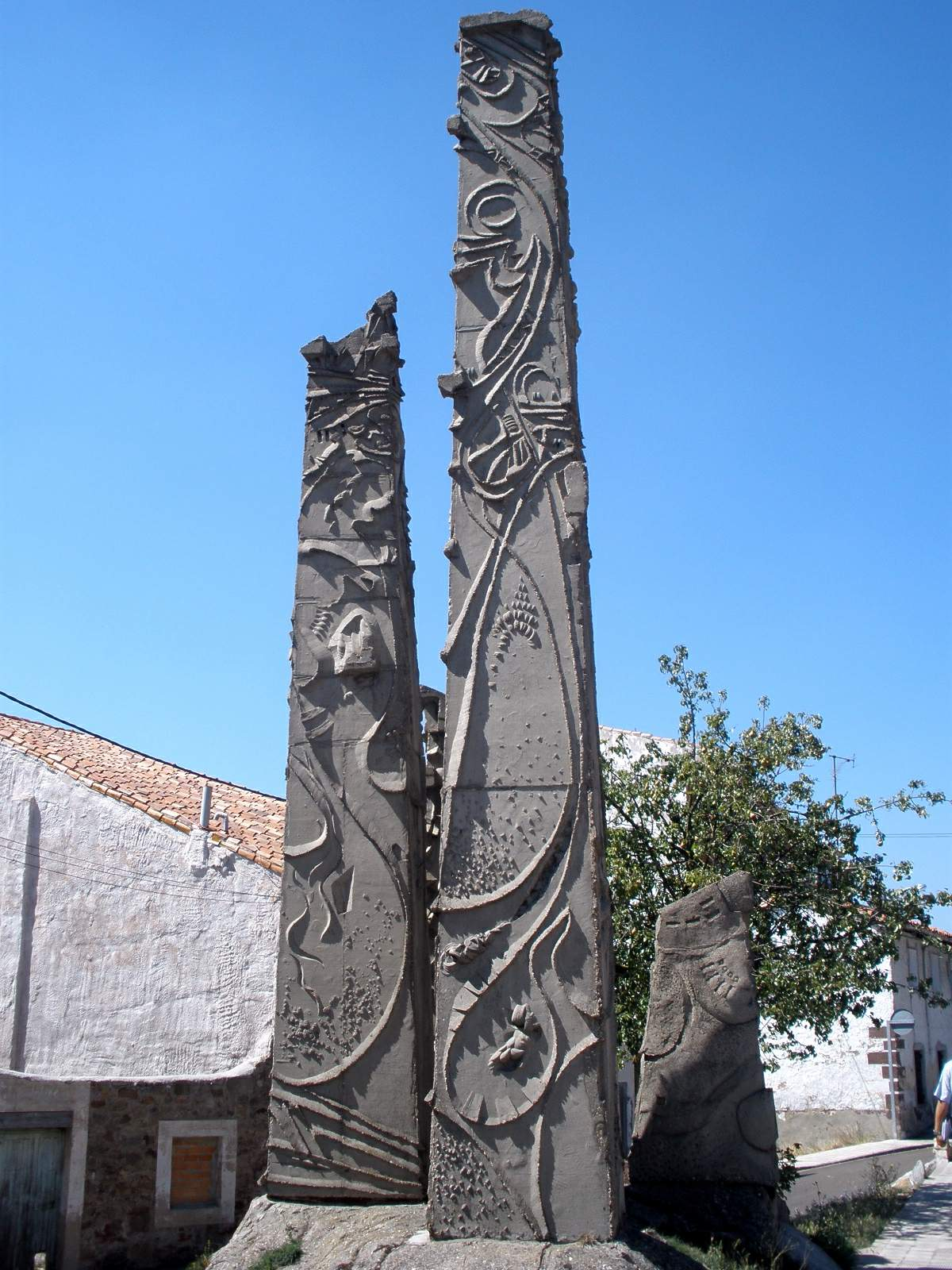
Monumento a Rafael Fontaneda junto a la antigua fábrica en Aguilar.

Fontaneda continuó funcionando como una empresa familiar hasta que, tras la crisis del sector que supuso el cierre de todas las factorías aguilarenses excepto Gullón y Fontaneda, en 1990 la cuarta generación Fontaneda inició su transformación en sociedad anónima. Acometió también la construcción de una nueva factoría (que no llegaría a ponerse en funcionamiento) y que se demostró ruinosa en Seseña, Toledo. La incapacidad de los descendientes de Eugenio Fontaneda para gestionar la empresa la condujo a una situación económica insostenible que les llevó a venderla en 1996 a la multinacional estadounidense Nabisco por 4 000 millones de pesetas, cuando empleaba a unos 600 trabajadores. En 2000, Nabisco y United Biscuits (UB) fueron compradas por Philip Morris, que delegó la gestión de las marcas europeas del grupo a UB, la cual llevó a cabo una importante reconversión que redujo la plantilla a 212 empleados en unos años.
Los cambios estructurales y fusiones afectaron la producción y ventas de la empresa, y en 2002 UB acometió un plan de reestructuración en el sur de Europa que contemplaba la eliminación de varias marcas y el cierre de varias factorías, entre las que se encontraba la de Fontaneda, pero con la intención de conservar la marca, considerada por UB una de las tres más importantes que poseía en el mercado español. El proyecto definitivo fue el agrupamiento de sus marcas Marbú, Artiach y Fontaneda en una sola sociedad, y su producción en sus factorías de Viana (Navarra) y Orozco (Vizcaya).

### Cierre
En abril de 2002, aduciendo pérdidas y baja productividad, United Biscuits anunció el cierre de Galletas Fontaneda y el traslado forzoso de su plantilla a sus fábricas en Viana y Orozco. El comité de empresa de Fontaneda rechazó frontalmente el plan de cierre, y se iniciaron movilizaciones en toda la comarca para evitarlo. Así, a la huelga general en la villa y manifestaciones en la Montaña Palentina se sumó el capítulo más tenso del asunto, cuando seis directivos de UB fueron retenidos por trabajadores y vecinos en las instalaciones de la empresa, produciéndose enfrentamientos con la Guardia Civil. La situación en Fontaneda provocó la implicación de los gobiernos regional y central. A pesar de que el presidente del Gobierno José María Aznar descartó la intervención del Ejecutivo, la Junta de Castilla y León se implicó buscando empresas que se hicieran cargo de la factoría de Aguilar, ofreciendo importantes subvenciones. Tras el interés inicial por parte de Galletas Gullón, finalmente, otra empresa provincial, Grupo Siro, realizó una oferta que fue aceptada en noviembre por los trabajadores de la empresa: se produjeron 34 prejubilaciones, 27 bajas incentivadas y 19 traslados a la fábrica de Viana, pero el resto de empleados mantuvieron su puesto de trabajo. Siro denominó a la antigua fábrica "Horno de Galletas de Aguilar" cambiando únicamente sus carteles, e inició la actividad con los 120 empleados que quedaban de la antigua empresa, contratando hasta 80 más.

### Actualidad
La marca comercial Galletas Fontaneda siguió fabricándose en Montornés del Vallés (Barcelona) a cargo de United Biscuits hasta 2006. En 2006 el grupo Kraft Foods compró todos los negocios en España y Portugal de United Biscuits, incluyendo los derechos de todas las marcas registradas de Nabisco, consiguiendo así la primera posición en el mercado ibérico.
En 2010 Fontaneda comercializa los productos Fontaneda Digestive, Fontaneda Fruit & Fit, María Fontaneda, Fontaneda Marie Lu, Osito Lulu y Fontaneda Sin Azúcares, producidas en las distintas factorías de Kraft Biscuits Iberia, posteriormente parte de Mondelēz International.
Por su parte, la antigua fábrica de Aguilar de Campoo donde comenzó la producción de la marca, fue demolida por Siro en abril de 2014 con objeto de aprovechar los terrenos en los que estaba ubicada como suelo urbanizable.

## Cultura popular
El eslogan Qué buenas son, las galletas Fontaneda se convirtió a lo largo de los años en un referente de la cultura popular. Fue utilizado en anuncios de prensa y campañas de televisión, asociándose inmediatamente una melodía a la marca, convirtiéndose en la identidad sonora corporativa del producto. Es lo considerado un Jingle-Marca, un eslogan creado con interés comercial que se convirtió en éxito popular. A partir de 2009, Kraft Foods, propietaria desde 2006 de la marca, relanzó con la presentadora Julia Otero la imagen de la marca utilizando el antiguo eslogan y melodía, destacando así el valor de la marca.
La galleta María Fontaneda fue también un producto habitual en los desayunos de los españoles, y está considerada una galleta con una gran tradición.